# Fritz Popp (Fußballspieler)
Fritz Popp (* 20. November 1940) ist ein ehemaliger deutscher Fußballspieler.

## Spielerkarriere
Der Linksverteidiger Popp begann seine Fußballkarriere 1951 beim 1. FC Nürnberg. Er wechselte 1956 zum TSV 1860 Schweinau. 1960 wechselte er zum 1. FC Nürnberg. Mit diesem spielte er in der Oberliga Süd und wurde 1961 und 1962 Meister der Liga. Er kam aber nur in der Saison 1962/63 zu einem Oberligaeinsatz. Zudem sicherte man sich 1961 die deutsche Meisterschaft nach einem 3:0-Sieg gegen Borussia Dortmund am 24. Juni des Jahres, ohne dass Popp mitspielte. Im Jahre darauf erspielte sich das Team den DFB-Pokal, ohne dass Popp beteiligt war. Im Folgejahr 1962/63 spielte er mit dem Nürnberg in der Oberliga Süd. Hinter dem TSV 1860 München wurde die Mannschaft Vizemeister. Der Verteidiger kam allerdings nur zu einem Oberligaeinsatz. Gegen die Konkurrenten Helmut Hilpert, Horst Leupold und Ferdinand Wenauer hatte er nur wenig Chancen. Schon vor Saisonbeginn war sicher, dass der FCN zur neuen Spielzeit an der neu eingeführten Bundesliga teilnehmen wird. Dort kam Popp dann auch zu mehr Spieleinsätzen. Ab dem zehnten Spieltag gehörte er zur Stammformation in der Abwehr der Franken. Sein Debüt in der Bundesliga gab der Defensivspieler am 9. November 1963 beim Auswärtsspiel gegen Borussia Dortmund. In den Folgejahren, abgesehen von 1964/65 etablierte sich Popp als Leistungsträger. 1967/68 wurde er mit den Nürnbergern deutscher Meister. Bereits zur Folgesaison enttäuschte die Mannschaft dermaßen, so dass sie als Tabellenvorletzter in die Regionalliga abstieg. Insgesamt hatte Popp 136 Bundesligaeinsätze für Nürnberg. Popp blieb noch drei Jahre und schaffte mit dem Club 1971 Platz eins in der Regionalliga Süd. In der Aufstiegsrunde scheiterte der Verein dann allerdings. In den kommenden beiden Jahren konnte sich der Club nicht mehr für die Aufstiegsrunde qualifizieren. Popp kam noch zu insgesamt 98 Regionalligaeinsätzen. 1972 beendete Popp seine aktive Profikarriere, obwohl er noch bis 1974 unter Vertrag stand. Er kam mit dem neuen Trainer Zlatko Čajkovski nicht zurecht. Insgesamt trat er in 424 Spielen für die Nürnberger an. Er spielte danach noch sechs Jahre für den ASV Herzogenaurach, mit dem er auch Meister der Bayernliga wurde.

## Trainerkarriere
Nach Beendigung seiner aktiven Laufbahn trainierte er Herzogenaurach. Danach kehrte er zum Club zurück und hatte dort verschiedene Positionen inne (u. a. Spielerbeobachter). Er trainierte erst die Amateure des Clubs. 1981 war er nach der Entlassung von Horst Heese kurze Zeit Interimstrainer der 1. Mannschaft des Clubs in der Bundesliga. Nürnberg konnte 1981 als Wiederaufsteiger den 14. Tabellenplatz erreichen. In der Saison 1981/82 übernahm er die Funktion des Assistenztrainers, wobei er in der Saison 1983/84 für ein Spiel als Nachfolger von Rudi Kröner die Clubmannschaft bis zur Amtsübernahme von Heinz Höher trainierte. Später trainierte er die A-Jugend des 1. FCN und wurde 1986 Koordinator für die Amateurabteilung.

## Erfolge
- Oberliga-Süd-Meister mit 1. FC Nürnberg: 1961, 1962
- Deutsche Fußballmeisterschaft mit 1. FC Nürnberg: 1961
- DFB-Pokal mit 1. FC Nürnberg: 1962
- Deutscher Meister mit 1. FC Nürnberg: 1968
- Gewinn der Regionalliga Süd mit 1. FC Nürnberg: 1971

## Trivia
- Nachdem er sich vom aktiven Geschäft löste, gründete Popp „FP Sport Promotion“, deren Geschäftsführer er ist. Dort arbeitet er als vom Deutschen Fußball-Bund lizenzierter Spielervermittler.[1]